# Doxomysis algoaensis
Doxomysis algoaensis är en kräftdjursart som beskrevs av Wooldridge och Gerlof Fokko Mees 2000. Doxomysis algoaensis ingår i släktet Doxomysis och familjen Mysidae. Inga underarter finns listade i Catalogue of Life.